# ちょび太
ちょび太（ちょびた、1999年11月11日 - 2005年10月16日）は、HBCテレビの午前の情報番組、朝ビタTVの元マスコット犬。ジャック・ラッセル・テリアのオス。
名前は番組内で一般公募し、朝ビタの「朝」を音読みにして「ちょうビタ」から「ちょび太」となった。得意技は40センチジャンプで、アジリティー大会ではベスト5に入った実績も持つ。トマトとサツマイモが大好物。
2005年10月16日、急性心不全のため亡くなった。

## 出演番組
- 筋肉番付